# Carlos Manuel
Carlos Manuel, właśc. Carlos Manuel Correia Dos Santos (ur. 15 stycznia 1958 w Moicie) – piłkarz portugalski grający na pozycji ofensywnego pomocnika.

## Kariera klubowa
Karierę piłkarską Carlos Manuel rozpoczął w klubie CUF Barreiro. Następnie trafił do FC Barreirense i w sezonie 1978/1979 zadebiutował w nim w pierwszej lidze portugalskiej.
W 1979 roku Carlos Manuel przeszedł do Benfiki Lizbona, gdzie grał w podstawowym składzie. W 1983 roku osiągnął swoje pierwsze sukcesy z Benfiką. Wywalczył wówczas mistrzostwo Portugalii i Puchar Portugalii, a także wystąpił w finale Pucharu UEFA z Anderlechtem (0:1, 1:1). Kolejne tytuły mistrza kraju wywalczył w latach 1984 i 1987. W Benfice przez niespełna 9 sezonów rozegrał 320 meczów i zdobył 58 goli. W 1985 roku został wybrany Piłkarzem Roku w Portugalii.
Na początku 1988 roku Carlos Manuel odszedł do szwajcarskiego FC Sion. Grał tam przez pół sezonu i następnie wrócił do Portugalii. Został piłkarzem Sportingu. Po dwóch latach trafił do Boavisty Porto, z którą w 1992 roku zdobył Puchar Portugalii. W latach 1992–1994 grał w GD Estoril Praia, w barwach którego zakończył karierę.
| Sezon   | Klub             | Kraj       | Rozgrywki        | Mecze | Bramki |
| ------- | ---------------- | ---------- | ---------------- | ----- | ------ |
| 1978/79 | FC Barreirense   | Portugalia | Primeira Divisão | 30    | 2      |
| 1979/80 | SL Benfica       | Portugalia | Primeira Divisão | 24    | 2      |
| 1980/81 | SL Benfica       | Portugalia | Primeira Divisão | 28    | 7      |
| 1981/82 | SL Benfica       | Portugalia | Primeira Divisão | 22    | 2      |
| 1982/83 | SL Benfica       | Portugalia | Primeira Divisão | 29    | 5      |
| 1983/84 | SL Benfica       | Portugalia | Primeira Divisão | 28    | 5      |
| 1984/85 | SL Benfica       | Portugalia | Primeira Divisão | 28    | 8      |
| 1985/86 | SL Benfica       | Portugalia | Primeira Divisão | 25    | 7      |
| 1986/87 | SL Benfica       | Portugalia | Primeira Divisão | 23    | 3      |
| 1987/88 | SL Benfica       | Portugalia | Primeira Divisão | 8     | 1      |
| 1987/88 | FC Sion          | Szwajcaria | Nationalliga A   | 13    | 10     |
| 1988/89 | Sporting CP      | Portugalia | Primeira Divisão | 31    | 3      |
| 1989/90 | Sporting CP      | Portugalia | Primeira Divisão | 16    | 1      |
| 1990/91 | Boavista FC      | Portugalia | Primeira Divisão | 13    | 0      |
| 1991/92 | Boavista FC      | Portugalia | Primeira Divisão | 4     | 0      |
| 1992/93 | GD Estoril Praia | Portugalia | Primeira Divisão | 33    | 2      |
| 1993/94 | GD Estoril Praia | Portugalia | Primeira Divisão | 12    | 1      |

## Kariera reprezentacyjna
W reprezentacji Portugalii Carlos Manuel zadebiutował 26 marca 1980 roku w przegranym 1:4 meczu eliminacji do Euro 80 ze Szkocją. W 1984 roku został powołany przez selekcjonera Fernanda Cabritę do kadry na Euro 84. Na tym turnieju był podstawowym zawodnikiem Portugalii i wystąpił we wszystkich trzech spotkaniach: z RFN (0:0), z Hiszpanią (1:1) i z Rumunią (1:0). W 1986 roku na mistrzostwach świata w Meksyku także zagrał w trzech meczach swojej drużyny: z Anglią (1:0 i gol w 75. minucie), z Polską (0:1) i z Marokiem (1:3). Od 1980 do 1986 roku rozegrał w kadrze narodowej 42 mecze i zdobył 8 goli.

## Kariera trenerska
Po zakończeniu kariery piłkarskiej Carlos Manuel został trenerem. Prowadził takie zespoły jak: GD Estoril Praia, SC Salgueiros, Sporting CP, SC Braga, SC Campomaiorense, CD Santa Clara, ponownie Salgueiros, ponownie CD Santa Clara, znów Salgueiros, CD Olivais e Moscavide, Atlético CP i CL Oriental oraz irański Sanat Naft Abadan.
W latach 2012-2014 był selekcjonerem reprezentacji Gwinei Bissau